# Alcis decussata
Alcis decussata är en fjärilsart som beskrevs av Moore 1867. Alcis decussata ingår i släktet Alcis och familjen mätare. Inga underarter finns listade i Catalogue of Life.